# Dieter Masuhr
Dieter Masuhr (* 11. März 1938 in Rosenberg, Westpreußen; † 24. Januar 2015 in Berlin) war ein deutscher Maler, Schriftsteller, Typograf und Übersetzer lateinamerikanischer Lyrik.

## Biographie
Dieter Masuhr wurde am 11. März 1938 in Rosenberg (Westpreußen) geboren, er wuchs in Rengsdorf im Westerwald auf. 1954/55 besuchte er über ein Schüler-Stipendium die Stadt Pittsburgh in den USA. Zwischen 1956 und 1958 legte er eine Tischlerlehre mit anschließender Gesellenprüfung ab, 1957 holte er sein Abitur nach. Für Masuhr folgte ein Studium der Malerei bei Herrmann Kasper in München und Hann Trier in Berlin, zugleich studierte er Architektur, was er als Diplom-Ingenieur abschloss – anschließend arbeitete er als freischaffender Maler.
Von 1960 bis 1965 organisierte er mit seinem Bruder Karl Friedrich Masuhr die Szene 60, jährliche Kulturwochen, wo unter anderem Theater von Frisch, Ionesco und Moliere präsentiert, neue Kunst ausgestellt und Autorenlesungen abgehalten wurden. 1965 arbeitete Masuhr als Gehilfe für den Bildhauer David Slivka in New York, ebenso bereiste er Mexiko, wo er Spanisch erlernte. 1967 trat er der Künstlervereinigung Rote Nelke bei. Zwei Jahre später bereiste er Indonesien, wo er die dortige Sprache erlernte und in Singapur erste Begegnung mit chinesischer Kalligrafie hatte (was seine spätere Arbeit beeinflussen sollte). 1971 veröffentlichte er das Gruppenporträt von Freunden Diskutieren! über eine Debatte bezüglich Mao Zedong. 1972 und 1973 war er für die Bebilderung zweier Werke von Nicolas Born verantwortlich, es folgte die Bebilderung weiterer Bücher, der Entwurf ihrer Typografie und der Gesamtausstattung.
1973 war er Preisträger im Wettbewerb Kunst in der Schule in Berlin, bis 1976 war er für die Ausführung von Schülerkalendern in fünf Schulen verantwortlich (im Auftrag des Innenministeriums). 1974 oblag ihm die Ausstellungsleitung der Freien Berliner Kunstausstellung, er blieb Mitglied bis 1989. Zugleich war er von 1972 bis 1979 Sprecher des RealismusStudio der Neuen Gesellschaft für bildende Kunst und war in deren Vorstand vertreten. Von 1976 an arbeitete er an der Zeitschrift für Kultur und Politik Berliner Hefte mit. Von 1976 bis 1980 war er im Vorstand des Berufsverbandes Bildender Künstler.
Ab 1980 übersetzte Dieter Masuhr lateinamerikanische Lyrik (Gioconda Belli, Lezema Lima, Gonzalo Rojas, Nicanor Parra). 1981 fertigte er das Gruppenporträt OH 45 der Besetzer des Hauses Oranienstraße Nr. 45 an. 1985 begann er eine Reihe von Bildern zum Thema Liebe. Ein Jahr später folgten 150 Sujets für die Weltausstellung in Vancouver – es handelte sich um Porträts bekannter Deutscher für einen Wandkalender im Auftrag der Bundesregierung. 1987 besuchte er auf Einladung des Lettischen Künstlerverbandes Artist in residence Riga, ein Jahr später ein Internationales Künstlertreffen in Estland.
1989 stattete er das Buch Die Entdeckung Westindiens mit Originalgrafiken in Filmschabetechnik aus, 1990 fertigte er das Bild Tanzen I und II zur Maueröffnung in Berlin an. Ebenso bebilderte er 1991 das Vorlesebuch Fidibus und Übermut sowie das Werk Die Spur deines Blutes im Schnee. 1992 zog er von Berlin nach Falkensee in Brandenburg. 1994 betätigte er sich als Fahrer von Hilfstransporten in die belagerte bosnische Provinz Bihać. Dort fertigte er Federzeichnungen von Bosniern und Serben an, die zusammen mit der Erzählung Eine Reise nach Bihać im Rotpunktverlag veröffentlicht wurden. 1996 gründete er die Kulturgesellschaft Falkensee. In den anschließenden drei Jahren fertigte Masuhr 28 Porträts von Schauspielern des Deutschen Theaters an. Bei einer Reise durch die Mark Brandenburg porträtierte er 1998 den heutigen märkischen Adel mit Feder und Tusche. Ein Jahr später fertigte Masuhr ein Gruppenporträt von 16 Schauspielern unter dem Titel Der blaue Vogel an. 2000 beteiligte er sich mit einem Grundkonzept für ein Wegeleitsystems und Skulpturen (Kunst am Bau) für das Wohngebiet Neudöberitz-Dallgow-Döberitz. Im Jahr darauf fertigte er das Bühnenbild zum Stück Glatzer oder der hektische Stillstand für das Theater der Stadt Brandenburg an. 2005 zeichnete er sich für das Kinderbuch Zille oder das Geheimnis der blauen Frau verantwortlich.
Masuhr besuchte mehrfach das Ausland, so z. B. 1961 und 1962 Ostafrika, wo er unter anderem Swahili erlernte. In dem Jahr 1973 bis 1978 bereiste er Korea, Taiwan, Indonesien, Burma, Bhutan, Neuguinea und Mexiko. 2003 reiste er nach Palästina und Israel, woraus das Buch Menschen in Palästina, von der Intifada gezeichnet entstand, ein Jahr später fertigte er bei einer Kubareise Tuscheporträts der dortigen Bevölkerung an. Im Dezember 2004 fertigte er bei einem Ukraine-Aufenthalt schließlich 100 Porträts zur Orangen Revolution an.
Von großem Interesse waren für Masuhr Nicaragua und der dortige Bürgerkrieg. Nach einer Reise 1978 in das aufständische Land, arbeitete er anschließend an einem Fernsehfilm über Präsident Somoza mit. Er porträtierte 1979 mehrere Guerilleros der Sandinisten, woraus das Buch Die Augen der Guerilleros entstand, welches ebenfalls 1984 als spanische Ausgabe in Managua und 1989 auf Japanisch in Tokio veröffentlicht wurde. Ebenfalls 1979 arbeitete er am Aufbau des sandinistischen Fernsehens mit. Ebenso entstand das Bild Maskenball beim Schah – eine Allegorie zur Diktatur. Von 1982 bis 1983 war er Dozent für Malerei, Kunsttheorie und -geschichte an der Kunsthochschule Managua, zugleich stand er für zwei Jahre im Dienst des Auswärtigen Amtes. 1983 veröffentlichte er das Gruppenporträt Neun nikaraguanische Dichter, ein Jahr später folgten No pasaran I-III, großformatige Bilder über die nicaraguanische Revolution.
Von 1973 an war er für mehrere Jahre Berater in Fragen Öffentlichkeitsarbeit des Gemeinderates Rengsdorf (wo er aufwuchs). Von 1992 bis 2005 gab er sonntags kostenlose Malkurse für Jugendliche in seinem Atelier. Von 1993 an, gab es (ebenso bis 2005) monatliche Einladungen von Gästen zum Ofen im Garten zu philosophischen, künstlerischen und politischen Gesprächen.
Nachdem er seit 2006 erkrankt war, verstarb er am 24. Januar 2015 im Alter von 76 Jahren in Berlin. Seine Urne wurde am 20. Februar 2015 auf dem Luisenstädtischen Friedhof in Berlin-Kreuzberg beigesetzt.

## Malerei
Die beiden Leitgedanken des Malers Masuhr waren Sensuous Painting und Sinnliche Malerei. Dies setzte er mit knappen Strichen um.
Masuhr porträtierte daneben auch prominente Schriftsteller (Isabel Allende, Gioconda Belli, Sergio Ramírez, José Coronel Urtecho, Kenzaburō Ōe), Wissenschaftler (Joseph Weizenbaum) und Politikerinnen (Antje Vollmer und Anke Martiny).

### Ausstellungen
- 1960 Scene 60, Neuwied
- 1967 Galerie Natubs Berlin
- 1967 Galerie Apex, Göttingen
- 1968 Ladengalerie, Berlin
- 1975 Mittelrhein-Museum, Koblenz

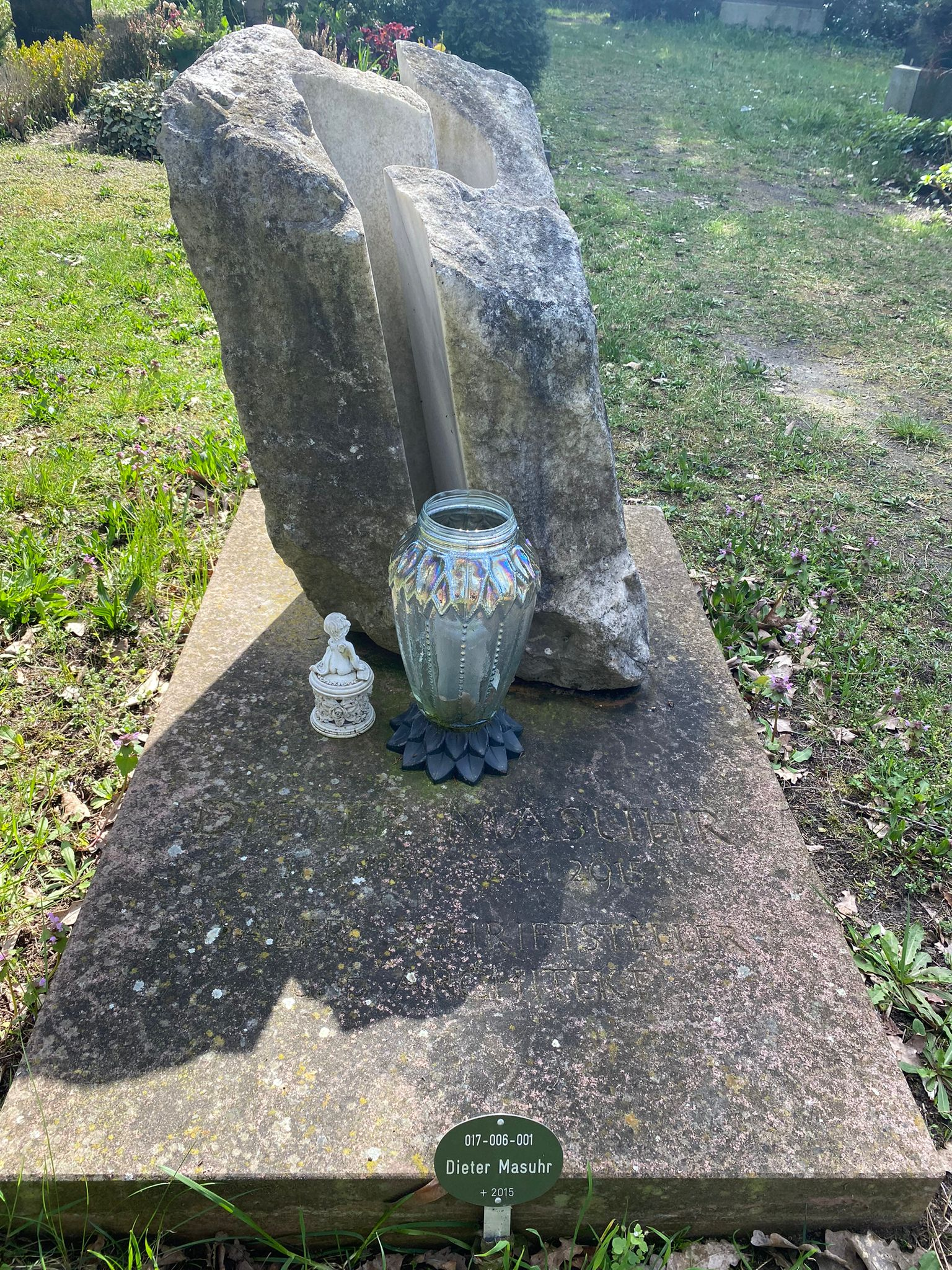
Grabstätte auf dem Luisenstädtischen Friedhof

- 1976 Galerie Hülsch-Eisbrüggen, Berlin
- 1977 Galerie am Savignyplatz, Berlin
- 1977 Nürnberg
- 1978 Lehmbruckmuseum, Duisburg
- 1979 Rudkobing, Dänemark
- 1979 Realismusstudio der NGBK, Berlin
- 1980 Kunstverein Zürich, Bremen, Heidelberg
- 1980 Galerie Mehring, Berlin
- 1981 Neue Gesellschaft für Bildende Kunst Künstlerhaus Bethanien Berlin
- 1983 Casa F. Cordillo Managua, Nicaraguanischer Künstlerverband
- 1984 Galerie APEX Göttingen, Berlin, Stuttgart, Heilbronn, Singen
- 1985 Haus am Lützowplatz, Berlin;
- 1985 Haus im Körnerpark, Berlin
- 1986 Off Galerie, Berlin
- 1987 Evmaros Galerie, Athen mit Goethe-Institut
- 1988 Telnieku Nams, Riga; Berlin
- 1988 Brücke Galerie Traben-Trarbach
- 1988 Galerie Fischer-Reinhardt, Berlin
- 1989 Medart Galerie, Zell
- 1991 Galerie Fischer-Reinhardt, Berlin
- 1992 Museum Falkensee, Berlin
- 1993 Galerie Fischer Reinhardt, Berlin
- 1993 Wallufer Sternhaus, Walluf
- 1994 Museum Falkensee
- 1995 Städtische Galerie Mennonitenkirche, Neuwied
- 1996 Trinkhaus & Burkhaus, Berlin
- 1997 Galerie Fischer-Reinhard, Berlin
- 1998 Museum Falkensee
- 2000 Technologiestiftung TSB, Berlin
- 2001 EP-Galerie Düsseldorf, Galerie Linienstraße, Berlin
- 2002 Galerie Goerz, Luxemburg
- 2003 Galerie Thea Fischer Reinhardt, Berlin und MedArtForum, Zell, Schloß
- 2005 Kulturzentrum Nauen
- 2006 Kommunale Galerie Charlottenburg-Wilmersdorf, Berlin, Werkschau
- 2007 Museum Waldemarturm, Dannenberg, Lüchow
- 2009 Kunstverein Dorsten
- 2010 Museum Kleve, Kunstverein Emmerich

Beteiligung an Gruppenausstellungen (Auswahl)
- 1961 Form und Farbe, Koblenz
- 1962 Form und Farbe2; kOBLENZ
- 1967 Große Berliner Kunstausstellung
- 1971–1990 Freie Berliner Kunstausstellung
- 1971 Deutscher Künstlerbund
- 1974 Realismusstudio der NGBK
- 1975 Neue Galerie, Aachen
- 1977 „30 Jahre BBK“, Berlin
- 1986 Deutscher Künstlerbund
- 1989 Ilmjärve, Tallinn, Estland
- 1990 „Krieg und Kunst“, Berlin
- 1992 Interferenzen, Riga, St. Petersburg
- 1995 Symposion Döberitzer Heide
- 2003 Westwendischer Kunstverein
- 2005 Museum Falkensee

### Kataloge
- Dieter Masuhr: Masuhr: Bilder, Zeichnungen, Gedichte. Wilhelm-Lehmbruck-Museum der Stadt Duisburg vom 14. Juli bis 27. August 1978
- Dieter Masuhr, Nicaragua: Handzeichnungen aus dem Krieg und vom Sieg über Somoza; 9. November bis 14. Dezember 1979, Neue Gesellschaft für Bildende Kunst e. V., Berlin 1979
- Ulla Frohne (bearb.), Dieter Masuhr: Masuhr: traumschöne Bilder ; [hrsg. zur Ausstellung im Künstlerhaus Bethanien vom 30. Juni bis 16. August 1981 von d. Neuen Ges. für Bildende Kunst (Realismusstudio) u.d. Künstlerhaus Bethanien] / NGBK, Berlin 1981
- Masuhr: Katalog zur Ausstellung städtische Galerie Mennonitenkirche Neuwied mit Erzählungen 1995
- Dieter Masuhr: Porträts der Zeit zur Werkschau der kommunalen Galerie Berlin, 2006

### Illustrationen
- Nicolas Born: Das Auge des Entdeckers. Rowohlt Taschenbuch Verlag, 1972, ISBN 3-499-25021-7.
- Nicolas Born: Oton und Iton: Abenteuer in der 4. Dimension. Rowohlt, Reinbek bei Hamburg 1973, ISBN 3-499-20042-2.
- Sergio Ramírez: Vom Vergnügen des Präsidenten. Peter Hammer Verlag, 1981.
- Sergio Ramírez: Die Spur der Caballeros. Aufbau Verlag, 1981
- Johann Peter Hebel: Ein Wort gibt das andere. Büchergilde Gutenberg, Frankfurt am Main 1982, ISBN 3-7632-2652-4.
- Peter Schultze-Kraft (Hrsg.): Die Berge hinter den Bergen: Geschichten aus Lateinamerika. Beltz und Gelberg, Weinheim 1983, ISBN 3-407-80122-X.
- Martin Kurbjuhn: Staatsgäste. Mariannenpresse, Berlin-Kreuzberg 1988, ISBN 3-922510-43-4. ('Porträts von Dieter Masuhr, einmalige Ausgabe von 200 arabisch nummerierten und signierten Exemplaren und 30 römisch nummerierten Künstlerexemplaren)
- Gabriel García Márquez: Die Spur deines Blutes im Schnee. Kiepenheuer und Witsch, Köln 1992.
- Theodor Fontane: Der Stechlin. Büchergilde Gutenberg, Frankfurt am Main 1998, ISBN 3-7632-4800-5.

## Veröffentlichungen
- Dieter Masuhr: Die Augen der Guerrilleros. Büchergilde Gutenberg, Frankfurt am Main 1979, ISBN 3-7632-2412-2.
- Dieter Masuhr: Fidibus und Übermut. Faber und Faber, Berlin 1992, ISBN 3-928660-04-7; Büchergilde Gutenberg, Frankfurt am Main 1993
- Dieter Masuhr: Eine Reise nach Biha´c: Erzählung mit Zeichnungen. Rotpunktverlag, Zürich 1994, ISBN 3-85869-098-8; Müller, Salzburg 1994, ISBN 3-7013-0898-5.
- Dieter Masuhr: Menschen in Palästina: von der Intifada gezeichnet – Zeichnungen und Berichte von Menschen und ihrem Leben in Palästina. Melzer, Neu-Ilsenburg 2005, ISBN 3-937389-54-7.
- Dieter Masuhr: Zille oder das Geheimnis der blauen Frau. Traumland-Verlag, Schloß Holte-Stuckenbrock, ISBN 3-934555-15-2.

Außerdem verfasste er Erzählungen in verschiedenen Literaturzeitschriften (z. B. Die Gräfin Ciprano), Gedichte und Essays, zum Beispiel Über Unterschiede zwischen Fotografie und Malerei (Essay, 1997), Allegorie (Essay, 1998), Über Filmschabkunst und das Buch „Die Entdeckung Westindiens“.